# Idioma malayo minahasa
El idioma malayo minahasa es también conocido como malayo manado o manado bahasa, porque es una lengua hablada en Manado, Indonesia; por el grupo étnico minahasa.
La lengua es usada generalmente para la comunicación, carece de un ente que regule su ortografía. Tiene aproximadamente 800 000 parlantes.
- Datos: Q1068112